# Jungermannia erectii
Jungermannia erectii är en bladmossart som beskrevs av Ajit P.Singh et V.Nath. Jungermannia erectii ingår i släktet slevmossor, och familjen Jungermanniaceae. Inga underarter finns listade i Catalogue of Life.